# Jacob Maertensz Savery

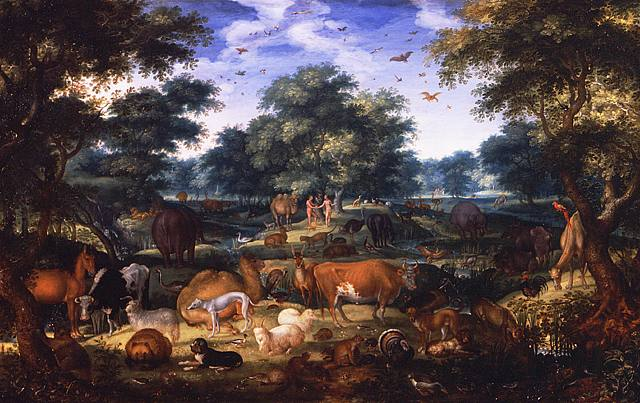
Hof van Eden (1601)

Jacob Maertensz Savery (Kortrijk, ca. 1565 - begraven Amsterdam, 23 april 1603) was een Vlaams kunstschilder.
Jacob, ook Jacques, stamt uit de schildersfamilie Savery. Hij volgde waarschijnlijk lessen bij de Vlaamse, maniëristische schilder Hans Bol. Savery vestigde zich ca. 1584 in Haarlem en van daar ca. 1589 in Amsterdam. Hij schilderde bloemstillevens, dieren en landschappen. Hij gaf zelf ook les, onder andere aan zijn jongere broer Roelant Savery.
Jacob Savery is de vader van Hans Savery de jonge, Salomon Savery en Jacob Jacobsz Savery.
- Biblioteca Nacional de España: XX1572432
- Biografisch Portaal: 16334069
- Gemeinsame Normdatei: 129241741
- International Standard Name Identifier: 0000 0000 6150 7332
- KulturNav: bd5511f6-f67b-4e29-8924-95cbdb1e75ae
- Library of Congress Control Number: no2011176221
- Nederlandse Thesaurus van Auteursnamen: 089190432
- RKD-Nederlands Instituut voor Kunstgeschiedenis: 69908
- Système universitaire de documentation: 167753215
- Union List of Artist Names: 500003277
- Virtual International Authority File: 10919460
- WorldCat: E39PCjGjbdmt8tJkh6vfFYBGxP